# Torneio Rio-São Paulo 1959
Das Torneio Rio-São Paulo 1959 war die elfte Austragung des Torneio Rio-São Paulo, eines Fußballpokalwettbewerbs in Brasilien. Er wurde vom 8. April bis 17. Mai 1959 ausgetragen. Der offizielle Name des Turniers war Torneio Roberto Gomes Pedrosa.

## Modus
Alle Klubs traten nur einmal gegeneinander an. Der punktbeste Klub wurde Turniersieger. Der Wettbewerb wurde am letzten Spieltag entschieden. Der CR Vasco da Gama lag mit 12 Punkten an der Tabellenspitze. Mit elf Punkten folgten CR Flamengo und der FC Santos sowie SE Palmeiras mit 10. Punkten.
Je nach Konstellation hätten 13 oder 14 Punkte zur Meisterschaft gereicht oder 12 um Entscheidungsspiele zu erzwingen. Flamengo verlor am 16. Mai beim FC São Paulo sowie Palmeiras am 17. Mai bei Fluminense FC. Somit musste die Entscheidung im Heimspiel von Santos gegen Vasco am selben Tag fallen. Santos gewann die Partie mit 3:0 und zog in der Tabelle an Vasco vorbei.

## Teilnehmer
| Teilnehmer Rio de Janeiro | Teilnehmer São Paulo               |
| ------------------------- | ---------------------------------- |
| America FC (RJ)           | SC Corinthians                     |
| Botafogo FR               | SE Palmeiras                       |
| CR Flamengo               | Associação Portuguesa de Desportos |
| Fluminense FC             | FC Santos                          |
| CR Vasco da Gama          | FC São Paulo                       |

## Tabelle
| Pl. | Verein                             | Sp. | S | U | N | Tore    | Diff. | Punkte |
| --- | ---------------------------------- | --- | - | - | - | ------- | ----- | ------ |
| 1.  | FC Santos                          | 9   | 6 | 1 | 2 | 024:160 | +8    | 13     |
| 2.  | CR Vasco da Gama                   | 9   | 4 | 4 | 1 | 012:600 | +6    | 12     |
| 3.  | CR Flamengo                        | 9   | 5 | 1 | 3 | 024:150 | +9    | 11     |
| 4.  | SE Palmeiras                       | 9   | 5 | 0 | 4 | 017:190 | −2    | 10     |
| 5.  | FC São Paulo                       | 9   | 4 | 2 | 3 | 023:220 | +1    | 10     |
| 6.  | America FC (RJ)                    | 9   | 4 | 1 | 4 | 019:230 | −4    | 09     |
| 7.  | Botafogo FR                        | 9   | 4 | 0 | 5 | 015:160 | −1    | 08     |
| 8.  | Fluminense FC                      | 9   | 2 | 2 | 5 | 013:140 | −1    | 06     |
| 9.  | SC Corinthians                     | 9   | 2 | 2 | 5 | 010:210 | −11   | 06     |
| 10. | Associação Portuguesa de Desportos | 9   | 2 | 1 | 6 | 016:210 | −5    | 05     |

## Kreuztabelle
| 1959        | America | Botafogo | SC Corinthians | Flamengo | Fluminense | Palmeiras | Portuguesa | Santos | São Paulo | Vasco |
| ----------- | ------- | -------- | -------------- | -------- | ---------- | --------- | ---------- | ------ | --------- | ----- |
| America     | –       |          | 3:0            |          | 4:2        |           |            | 4:3    |           |       |
| Botafogo    | 3:1     | –        | 0:1            |          | 1:0        |           |            | 2:4    | 3:1       |       |
| Corinthians |         |          | –              | 1:5      |            |           | 1:0        |        |           | 1:1   |
| Flamengo    | 7:2     | 3:2      |                | –        | 2:0        | 1:2       | 2:1        |        |           |       |
| Fluminense  |         |          | 5:1            |          | –          | 2:0       | 0:0        |        |           |       |
| Palmeiras   | 1:0     | 4:1      | 2:1            |          |            | –         |            | 2:1    |           |       |
| Portuguesa  | 5:2     | 0:3      |                |          |            | 6:3       | –          |        |           | 1:4   |
| Santos      |         |          | 3:2            | 3:2      | 1:1        |           | 2:0        | –      | 4:3       | 3:0   |
| São Paulo   | 2:3     |          | 2:2            | 4:2      | 3:2        | 4:3       | 4:3        |        | –         |       |
| Vasco       | 0:0     | 2:0      |                | 0:0      | 2:1        | 3:0       |            |        | 0:0       | –     |

## Entscheidungsspiel
| FC Santos                                       | FC Santos | CR Vasco da Gama | CR Vasco da Gama |
| ----------------------------------------------- | --- | --- | ---------------- |
| FC Santos                                       | \| 17. Mai 1959 in São Paulo (Estádio do Pacaembu) \| \| Ergebnis: 3:0 \| \| Zuschauer: 21.000 \| \| Schiedsrichter: Frederico Lopes \| | \| 17. Mai 1959 in São Paulo (Estádio do Pacaembu) \| \| Ergebnis: 3:0 \| \| Zuschauer: 21.000 \| \| Schiedsrichter: Frederico Lopes \|                             | CR Vasco da Gama |
| FC Santos                                       | Laércio, Mourão, Getúlio, Ramiro, Álvaro, Zito , Dorval Rodrigues, Jair, Coutinho, Pelé, Pepe Reserve Fioti Cheftrainer: Lula           | Moacyr Barbosa, Viana, Coronel, Dario Damasceno, Russo, Laerte, Sabará, Robson, Zé Henrique , Rubens, Roberto Peniche Reserve Cabrita , Osvaldo Cheftrainer: Gradim | CR Vasco da Gama |
| FC Santos                                       | Coutinho 2x Pelé | | CR Vasco da Gama |
| 17. Mai 1959 in São Paulo (Estádio do Pacaembu) | | |                  |
| Ergebnis: 3:0                                   | | |                  |
| Zuschauer: 21.000                               | | |                  |
| Schiedsrichter: Frederico Lopes                 | | |                  |

## Die Meistermannschaft
| 1. Titel | FC Santos |
|          | - Tor: Laércio, Lalá, Manga - Abwehr: Mourão, Getúlio, Nelson Feijó, Fioti, Zé Carlos, Pavão, Dalmo Gaspar, Hélvio - Mittelfeld: Alfredo Vega, Afonsinho, Urubatão, Aguinaldo, Chico Formiga, Ramiro, Décio Brito, Zito, Jair - Angriff: Angelo Sormani, Tite, Álvaro, Alfredinho, Dorval Rodrigues, Pelé, Pepe, Coutinho, Lua, Mário, Pagão - Trainer: Lula |

## Torschützenliste
| Pl. | Nat.        | Spieler        | Klub            | Tore |
| --- | ----------- | -------------- | --------------- | ---- |
| 1   | Brasilianer | Henrique Frade | CR Flamengo     | 9    |
| 2   | Brasilianer | Genivaldo      | America FC (RJ) | 8    |
|     | Brasilianer | Gino Orlando   | FC São Paulo    | 8    |
| 4   | Brasilianer | Coutinho       | FC Santos       | 7    |
| 5   | Brasilianer | Américo Murolo | SE Palmeiras    | 6    |
|     | Brasilianer | Luís Carlos    | CR Flamengo     | 6    |
|     | Brasilianer | Pelé           | FC Santos       | 6    |